# Estádio João Hora de Oliveira
Estádio João Hora de Oliveira – stadion wielofunkcyjny w Aracaju, Sergipe, Brazylia, na którym swoje mecze rozgrywa klub Clube Sportivo Sergipe.